# Microdebilissa infirma
Microdebilissa infirma är en skalbaggsart som först beskrevs av Carolus Holzschuh 1989.  Microdebilissa infirma ingår i släktet Microdebilissa och familjen långhorningar. Inga underarter finns listade i Catalogue of Life.